# Andy Lonergan
Andy Lonergan (Preston, 1983. október 19. –) angol labdarúgókapus, jelenleg a Wigan Athletic játékosa.

## Pályafutása

### Klubcsapatokban

#### Preston North End
A prestoni születésű Lonergan gyermekként a város csapatának, a Preston North Endnek szurkolt. Először a Blackburn Rovers akadémiájához csatlakozott, de csak rövid ideig volt az ificsapat tagja, és nagyon hamar a Preston utánpótlásába került. Kilencéves korában döntött a kapusposzt mellett.
A 2000-01-es szezonban került fel a felnőttcsapat keretébe. David Moyes irányítása alatt mindössze 16 esztendősen debütált a Ligakupában. Négy gólt kapott, azonban a kritikusok méltatták, és nagy tehetségnek tartották. Ebben a szezonban megnyerte Az Év Fiatal Játékosa díjat. 2002-ben kölcsönszerződést kötött a Darlington csapatával. A szerződést decemberben írta alá, ám néhány hétre rá súlyosan megsérült, és kénytelen volt visszautazni Prestonba. Ezután a Blackpool csapatához került kölcsönbe. Amikor David Moyest Craig Brown váltotta a csapat kispadján, Lonergan optimizmusa megmaradt, és továbbra is az első csapat kapusposztjáért küzdött. A 2002-03-as szezonban az első számú kapus, Jonathan Gould megsérült, ő vette át a helyét egy ideig. Gould hamar felépült, Lonergan azonban a szezon hátralévő részében is a kapuban maradt. 
A sérülések azonban nem kerülték el, gyakran várt rá kihagyás. A Wycombe Wanderers csapatától is ezért kellett idő előtt visszatérnie. 2006 novemberében a Swindon Town-hoz csatlakozott, itt azonban csak egy hónapig tartózkodott, annak ellenére, hogy egyetlen meccsén mutatott teljesítménye miatt jó kritikákkal illették. Miután hároméves szerződést írt alá a Prestonnal, egészen 2011-ig ott maradt. A 2008-09-es, és a 2009-10-es szezonban kitűnő teljesítménye miatt megkapta az Év Preston-Játékosa díjat. A 2010-11-es szezonban a csapat kiesett a harmadosztályba, Lonergan nem kívánt a csapatnál maradni. A Manchester City, az Everton, a Blackpool, a Cardiff és a Wigan Athletic is érdeklődött iránta, azonban végül a Leeds mellett döntött. A csapatnak Kasper Schmeichel és Shane Higgs távozása miatt volt szüksége rá, Lonergan pedig az egész idényben kezdőként szerepelt.

#### Leeds United
Lonergan 2011. július 25-én érkezett meg új csapatához, ahol hároméves szerződést írt alá. Az átigazolási összeg nem került nyilvánosságra. Paul Rachubka kapussal együtt szerződtették le, Lonergan kapta az 1-es mezszámot, és az egész szezonban kezdőként szerepelt. Edzője korábbi csapattársa, a Blackpoolból ismert Simon Grayson volt.
A csapatban jó teljesítményt nyújtott, folyamatosan elismerő kritikákban részesült, és megbecsült tagja volt a Leedsnek. A sérülések itt sem kerülték el őt, azonban egy téli kiesést leszámítva végig ő volt az első számú kapus. 2012 januárjában a Leeds bejelentette, hogy a szezon második felére őt nevezik csapatkapitánynak. A szezon befejeztével a Leeds a QPR-os Paddy Kenny-t szerződtette le, Lonergan pedig a távozás mellett döntött. Először egy meg nem nevezett csapat kereste meg, aztán a Bolton Wanderers ajánlata érkezett, melyet a csapat, és maga az érintett is elfogadhatónak tartott, így Lonergan a Owen Coyle vezette klubhoz igazolt.

#### Bolton Wanderers
Az átigazolást a csapat 2012 júliusában jelentette be, Lonergan itt is hároméves szerződéssel indított. Az újonnan igazolt kapus itt azonban ki is töltötte a szerződésében szereplő időtartamot, és csak 2015-ben távozott. A kezdőcsapatba kerülésért Bogdán Ádámmal volt kénytelen megküzdeni, sérülései miatt azonban általában a magyar kapus került be a kezdő tizenegybe. A 2013-14-es idényben sok kritikát kapott, mert volt, hogy három, vagy akár öt gólt is kapott. Az utolsó mérkőzéseken dőlt el a csapat bennmaradása, ekkoriban Lonergan és Bogdán folyamatosan váltogatták egymást, és az angol kapus végül 21 mérkőzéssel fejezte be a szezont. A 2014-15-ös idényben Bogdán sérülése miatt Lonergan összesen 32 találkozón lépett pályára. 2015 júniusában jelentette be a Bolton, hogy Lonergan távozni fog szerződése lejártakor, azaz nem hosszabbítják azt meg. Lonergan a szurkolók kedvencévé vált az évek során, számos dalt költöttek a kapusról, és rossz néven vették annak távozását.

#### Fulham
2015. június 19-én tért vissza a Championshipbe, és mindjárt az első mérkőzésén debütálni tudott. Meggyőzően kezdett, és az egész szezonban fontos szerepet játszott a csapat életében. Bettinelli kapus sérülése miatt gyakorlatilag az egész idényt végigjátszotta, az eredeti hálóőr visszatérésével azonban a kispadra száműzték, és az idény végeztével a távozás mellett döntött.

#### Wolverhampton
Lonergan 2016 nyarán csatlakozott a Wolves csapatához, ahol két évre írt alá. A 21-es mezszámot kapta meg. Will Norris és John Ruddy leigazolásával kiszorult a kezdőcsapatból, Lonergan pedig egy szezon, és 11 mérkőzés után távozott.

#### Leeds United
Leedsbe való visszatérése 2017 augusztusában következett be, kétéves szerződést írt alá korábbi klubjánál. Mindjárt az első mérkőzésén bizonyított: a tizenegyespárbaj utolsó lövését, Tarkowskiét Lonergan hárította, a Leeds pedig továbbjutott a Ligakupában. Annak ellenére, hogy 2018 januárjában a Sunderland és a Leeds megegyezett Lonergan játékjogával kapcsolatban, a játékos nem igazolt el, csak Marcelo Bielsa vezetőedző 2018 júliusi érkezésével. Lonergan közös megegyezéssel hagyta ott a leedsieket.

#### Middlesbrough
A Middlesbrough csapatához 2018 augusztusában csatlakozott, itt egy évre írt alá. A Chamionshipben nem kapott lehetőséget, csak a Ligakupában, ezért azonnal elszerződött a harmadosztályú Rochdale-hez. A 2018-19-es szezon végeztével szerződést bontott másodosztályú csapatával.

#### Liverpool
A Premier League-ben szereplő Liverpoolhoz 2019 júliusában írt alá, a szezon eleji, amerikai edzőtáborba Jürgen Klopp vezetőedző magával is vitte (a kevés kapus miatt). A Liverpool első számú kapusa, Alisson sérülése után Lonergant nevezték a szezon 'Pool-keretébe, és aláírt egy rövidtávú szerződést a klubbal. A 2019-es UEFA Szuperkupa, és a FIFA Klubvilágbajnokság kereteibe is nevezte a Liverpool, azonban minden esetben a padon kapott csak lehetőséget. 